# يان شويتكوفسكي
يان شويتكوفسكي (بالبولندية: Jan Świtkowski)‏ (مواليد 23 يناير 1994) هو سبّاح بولندي، مثّل بلاده في الألعاب الأولمبية الصيفية 2016.

## روابط خارجية
يان شويتكوفسكي على موقع الاتحاد الدولي للسباحة (الإنجليزية)
- يان شويتكوفسكي على موقع SwimRankings.net (الإنجليزية)
- يان شويتكوفسكي على موقع اللجنة الأولمبية الدولية (الإنجليزية)
- يان شويتكوفسكي على موقع أوليمبيديا (الإنجليزية)
- يان شويتكوفسكي على موقع اللجنة الأولمبية البولندية (مؤرشف) (البولندية)